# Fuzhou
Fuzhou (en xinès: 福州, pinyin: Fúzhōu, transcripció antiga: Foochow) és la capital de la província de Fujian a la República Popular de la Xina. És, a més, la major ciutat de la província i la més industrialitzada. Està situada a la costa del Mar de la Xina, a la vora del riu Minjiang. Té una població de gairebé sis milions d'habitants.
La data exacta de la fundació de la ciutat és incerta, encara que se sap que va esdevenir ciutat al segle vi. Va guanyar importància a partir de la dinastia Song, quan es va utilitzar el port per comerciar. Destaquen també el temple Hualin i les pagodes blanca (Bai Ta) i negra (Wu Ta).
Fuzhou és també coneguda com la ciutat dels banians pels nombrosos arbres subtropicals plantats al voltant de la ciutat des de la dinastia Song.
A causa de la proximitat de la proximitat de Fuzhou a Taiwan, moltes de les inversions entre els dos han fet Fuzhou una de les ciutats més pròsperes de la Xina.
A la dècada de 1980, a Fuzhou hi havia cinc districtes, però a causa de l'augment de la població ara s'hi ha afegit un districte més. Ara hi viuen aproximadament 7 milions de persones.
Amb l'augment de la població es varen construir més escoles i les universitats es varen especialitzar en certes professions com ara agricultura, tecnologia i medicina.
Pel que fa al turisme, Fuzhou té molts temples que es poden visitar durant tot l'any. Alguns d'aquests temples es remunten fins al 527 dC i estan plens d'objectes antics. Un altre atractiu és el Llac de l'Oest, que és un llac artificial construït el 282 dC.